# Лелека (геральдика)
Лелека — природна негеральдична гербова фігура.
Геральдисти вважають лелеку символом патріотизму та синівського кохання, посилаючись на грецький (antipelargia) та римський (lex ciconiaria) «Закон Лелеки», який зобов'язував молодші покоління піклуватися про старих батьків. Англійське слово лелека, походить від грецької й позначає сильну прихильність. В івриті лелека «хасидах» означає побожність, у зв'язку з віруванням давніх, що лелека годує не лише своїх пташенят, а й літніх батьків. Згідно зі шведською легендою, лелеку назвали так через крик "Styrca! Styrca! " («Кріпи! Кріпи!»), яким він підбадьорював Христа.
В емблематиці лелека не має єдиного всесвітнього міжнародного загальноприйнятого значення та канонізованого зображення. Часто його плутають із зображенням чаплі або журавля (журавель завжди тримає камінь у лапі), тому для правильного розуміння герба необхідно дивитися його опис. Застосовується в основному в геральдиці Європи, звідки занесений до Південної Америки та Австралії.

## Блазонування
Як правило лелека зображується в класичній «закритій» позі, що стоїть на одній нозі і підібгавши іншу, яка зазвичай і присутня на гербових щитах. У гербі Гааги, де продаж риби вважалася престижним заняттям, лелека зображена пожираючим змій, сумна і погана слава яких, що йде від Біблії, дозволяє приписувати лелеці подальші заслуги доброчесного борця з людськими вадами. При зображенні коронованого лелеки, корона міститься в нього не на голові, а розташована в шиї. Найчастіше зображений білим (срібним) кольором, але зустрічаються золотий і червоний. При відмінності кольору дзьоба, очей, лап, пазурів від загального кольору птиці, це вказується в описах герба.

## Використання
У геральдиці лелека використовується переважно у міських і територіальних гербах:
Герб Суринама (1863—1938) — лелека з розірваними кайданами, що злітає вгору.
Швейцарія: Грюєр, кантон Фрібур, колишнє графство з IX століття, зберігало древній герб (лелека, що йде вправо з піднятими крилами).
У Німеччині: Франкен, Кассель (колишнє князівство Ізенбург), округ Кобленц, князівство Ройсс (1920 року увійшло до складу Тюрінгії).
Італія: Губбіо, Урбіне (Перуджія), графство з XIII століття, герцогство в XV—XVII століттях мав емблему лелеки, що стоїть праворуч із черв'яком у дзьобі.
В Австралії: Мельбурн, Сідней, Хобарт (Тасманія), Вестбері, Делорен, Батхерст (лелека і кенкуру), Бендіго, Річмонд.
У міській український геральдиці: Ананьїв, Біловодськ.

## Галерея

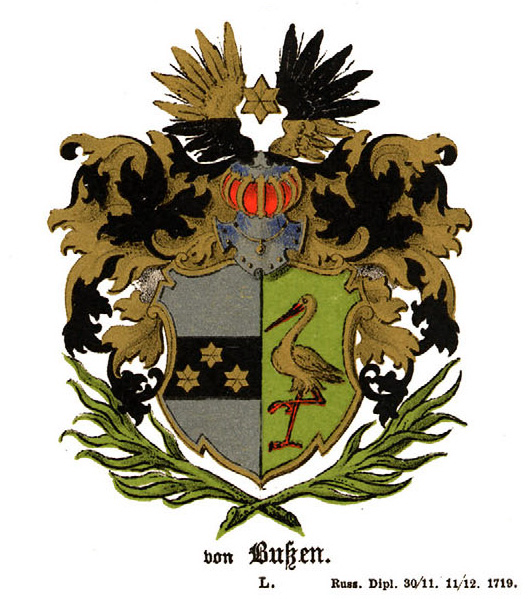
Герб роду Буссен
Герб князівства Рейсс-Грейц
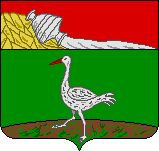
Герб Біловодська
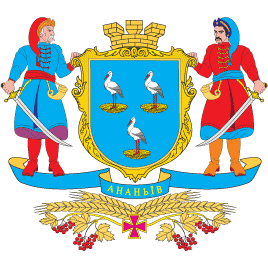
Герб Ананьїва
Герб гміни Кавенчин